# Mimudea plinthinalis
Mimudea plinthinalis là một loài bướm đêm trong họ Crambidae.